# اعشاقن (آيت عيسى إزم)
اعشاقن هو دُوَّار يقع بجماعة أسول، إقليم تنغير، جهة درعة تافيلالت في المملكة المغربية. ينتمي الدوّار لمشيخة آيت عيسى إزم التي تضم 5 دواوير. يقدر عدد سكانه بـ 189 نسمة حسب الإحصاء الرسمي للسكان والسكنى لسنة 2004.

## روابط خارجية
- البوابة الوطنية للجماعات الترابية
- المندوبية السامية للتخطيط